# Cmentarz rodziny von Treskowów w Wierzonce
Cmentarz rodziny von Treskowów – nieczynny, ewangelicki cmentarz rodzinny von Treskowów, zlokalizowany w lesie na wschód od Wierzonki. Leży w otulinie Parku Krajobrazowego Puszcza Zielonka.
Nekropolia powstała w drugiej połowie XIX wieku. Oprócz nagrobków (częściowo uszkodzonych), na cmentarzu znajduje się tablica pamiątkowa w językach polskim i niemieckim o treści: Cmentarz rodziny von Treskow właścicieli Wierzonki 1797-1945. Rodzina von Götz z polskimi przyjaciółmi 2006. Obiekt uporządkowano w 2012. Postawiono nowe, dębowe krzyże.
Nie jest to jedyny cmentarz rodu von Treskowów. Zaniedbany cmentarz znajduje się również w parku w Radojewie.